# Joan Verdú
Joan Verdú Fernández (Barcelona, 5 de maio de 1983) é um futebolista espanhol que atua como meio-campista. Atualmente joga pelo Qingdao Huanghai, da China.